# Amund Kleppan
Amund Andreas Kleppan (* 7. Juli 1996) ist ein norwegischer Jazzmusiker (Schlagzeug, Komposition).

## Leben und Wirken
Kleppan begann als Kind mit dem Trommelspiel, nachdem er im Keller eines Nachbarn alte Trommelstöcke entdeckte. Er studierte zunächst am Jazz-Institut Berlin, wo er seinen Bachelor-Abschluss machte, anschließend an der Royal Academy of Music in London, wo er den Master-Studiengang absolvierte und bei Musikern wie Dave Holland, James Maddren und Orlando le Fleming studierte.
Seit dem Abschluss seines Studiums lebt Kleppan in Oslo, wo er Teil der norwegischen Jazzszene wurde; er spielte mit Musikern wie Arild Andersen, Marius Neset, Lage Lund, Trygve Seim, Jacob Young, Espen Berg, Marcin Wasilewski, Ellen Andrea Wang, Atle Nymo und Ole Morten Vågan. Mit Jon Henriksson, Rasmus Sørensen und Simon Balvig bildete er das Aloft Quartet, das seit 2018 drei Alben vorlegte. Mit seinem Sextett veröffentlichte er 2019 sein Debütalbum Venture, das positive Kritiken erhielt. Im Quintett Nostos mit dem Altsaxophonisten Nicola Caminiti, dem Gitarristen Michalis Tsiftsis, wiederum Rasmus Sørensen und dem Bassisten Niklas Lukassen erschien 2024 das Album Back & Forth. Weiterhin ist er auf dem Album Slackline von Magnus Bakken zu hören.

## Preise und Auszeichnungen
Amund erhielt 2018 mit Aloft Quartet einen Danish Music Award Jazz als „New Jazz Act of the Year“. 2021 wurde er mit dem Ian Fleming Instrumental Award ausgezeichnet.

## Diskographische Hinweise
- Venture (AMP Records 2019, mit Dima Bondarev, Julius Gawlik, Rasmus Sørensen, Tal Arditi, Julian Haugland)
- Nostos: Back & Forth (Unit Records 2024)[3]